# Benedicta de la Colina
Benedicta de la Colina (San Luis de Cañete, 8 de octubre de 1897-Lima, 26 de setiembre de 1971) fue una campesina y sindicalista afroperuana, miembro de Unión Revolucionaria y madre del músico "Caitro" Soto.

## Biografía
Nació el 8 de octubre de 1897 en el distrito de San Luis, Cañete, hija de Mauro de la Colina y Pilar Orellana. Fue trabajadora agrícola de las haciendas ubicadas en el valle de Cañete. Por el año 1919 se había establecido la jornada laboral de 8 horas. Sin embargo, dicha ley no fue aplicada en las haciendas algodoneras donde Benedicta trabajaba, por lo que, tras el levantamiento de Luis Miguel Sánchez Cerro en 1930, se unió a las filas sanchezcerristas identificándose como "sanchezcerrista hasta los huesos" afiliándose al partido Unión Revolucionaria (UR). Se convirtió en activa militante de UR y dirigente de las movilizaciones en las haciendas cañetanas. Durante la campaña electoral para las elecciones de 1931, Benedicta conoció a Sánchez Cerro cuando éste visitó Cañete. Tras resultar elegido, Sánchez Cerro ajustó la jornada laboral a 8 horas, además de descanso remunerado. Benedicta, por su parte, recibió de Sánchez Cerro 7 hectáreas de tierra y una casa en San Luis.
Debido a su actividad proselitista, los hacendados se confabularon para asesinarla. Enterada de ello, Benedicta viajó a Lima donde se reunió con Sánchez Cerro para contarle su situación. Sánchez Cerro, luego de escucharla, le dio un revólver indicándole que, si era amenazada, debía realizar tres disparos: dos al aire y uno a las piernas, disponiendo a su edecán que diera a Benedicta clases de tiro. Posteriormente, cuando Benedicta fue atacada, ella realizó un disparo que hizo huir al atacante, quien dejó tirada el arma, un hacha, en la entrada de su casa.
Se casó con Francisco Soto y quedó viuda en 1941. Fue madre del músico Carlos Soto de la Colina, conocido como "Caitro" Soto, y abuela del cantante Pepe Vásquez. Benedicta y su hermana Lucila, eran cultoras de las manifestaciones musicales de la población negra de Cañete. Llegó a aprender latín y a tocar el piano y la vihuela. Sus sobrinos fueron Ronaldo Campos (fundador del grupo Perú Negro) y Susana Baca. A fines de la década de 1940, se mudó a la ciudad de Lima, donde vivió en Barrios Altos. Trabajó en labores domésticas y como cocinera, llegando a trabajar para el médico Miguel C. Aljovín. Guardó como trofeos en un baúl el revólver que le dio Sánchez Cerro y el hacha. Posteriormente, dichos objetos fueron eliminados por "Caitro" Soto.
Falleció en 1971, de hemiplejia. Fue enterrada con una biblia en latín.